# Die Zauberflöte
Die Zauberflöte, in het Nederlands De toverfluit (KV 620), is een opera in twee bedrijven van Wolfgang Amadeus Mozart naar een libretto van de vrije theaterproducent Emanuel Schikaneder, die behoort tot de bekendste en meest opgevoerde opera's uit Mozarts repertoire. De première vond plaats op 30 september 1791 in Wenen, slechts twee maanden voor de plotselinge dood van de componist.
Die Zauberflöte is geschreven in de vorm van een zogenaamd Singspiel, een opera-genre waarin zowel zang, veelal aria's, als gesproken dialoog voorkomt. De grote populariteit van Die Zauberflöte weerspiegelde zich in de twee vervolgwerken, Peter von Winter's Das Labyrinth oder Der Kampf mit den Elementen (1798) en een fragmentarisch libretto van Johann Wolfgang von Goethe getiteld Der Zauberflöte zweyter Theil.
Het allegorische plot werd beïnvloed door het feit dat Schikaneder en Mozart lid waren van de vrijmetselarij. Het stuk vertelt het verhaal van prins Tamino, die door de Koningin van de Nacht wordt ingeschakeld om haar dochter Pamina te redden van de hogepriester Sarastro. Tamino bewondert de idealen van laatstgenoemde en hij en Pamina sluiten zich beiden aan bij Sarastro's gemeenschap, terwijl de koningin en haar bondgenoten worden overwonnen.
Die Zauberflöte is gebaseerd op talrijke bronnen, waarvan het sprookje Lulu oder die Zauberflöte van August Jacob Liebeskind, verschenen in de sprookjesbundel Dschinnistan van de Duitse schrijver Christoph Wieland (1733-1813), de belangrijkste is. Die Zauberflöte is een van de weinige populaire sprookjesopera's die de status van meesterwerk hebben behaald. Het stuk kent talrijke interpretaties.

## Rolverdeling
- Tamino, een prins - lyrische tenor
- Papageno, een vogelvanger - buffo-bariton
- Koningin van de Nacht (soms Astrifiammante genoemd) - coloratuursopraan
- Pamina, haar dochter - sopraan
- Sarastro, priester van de zon - diepe bas, basso profondo
- Drie dames - sopraan, mezzosopraan, alt
- Drie jongens - begeleiding, twee sopranen, alt
- Spreker - bas
- Drie priesters - tenor, bas en spreker
- Twee geharnasten - tenor, bas
- Monostatos, een Moor, dienaar van Sarastro - tenor
- Een oude vrouw (Papagena) - sopraan
- Drie slaven - spreekrol
- Koor van priesters, slaven en gevolg

## Synopsis
Prins Tamino gaat voor de Koningin van de Nacht op zoek naar haar dochter Pamina, die door de priester Sarastro gevangen wordt gehouden. De Koningin van de Nacht draagt Papageno op om Tamino te vergezellen. Net als Tamino is hij op zoek naar zijn vrouwelijke wederhelft. Van de drie dames krijgen ze een toverfluit (voor Tamino) en een klokkenspel (voor Papageno) mee. Ook zullen drie knapen hen begeleiden op de reis.
Als Pamina gevonden wordt, blijkt Sarastro haar weliswaar gevangen te hebben, maar met als doel om haar te bevrijden uit de macht van haar overheersende moeder. Haar moeder beheerst de krachten van de Nacht, maar daarnaast is ze ook uit op de macht van de zevenvoudige zonnekrans. Sarastro heeft die zevenvoudige zonnekrans geërfd van de man van de Koningin van de Nacht. Nu is hij opperpriester van de Tempel van de Wijsheid. Hij laat Tamino, Papageno en Pamina een aantal zware beproevingen ondergaan. Op deze manier wil hij testen of ze in staat zijn een "inwijding" te doorstaan.
De Koningin van de Nacht probeert eerst nog haar dochter aan te zetten tot moord op Sarastro, maar die doorziet het complot: hij weet alles. De Koningin van de Nacht wordt teruggestuurd naar de Nacht. Papageno faalt bij zijn inwijdingstesten en wordt veroordeeld om eeuwig op aarde te blijven ronddolen; hij vindt echter zijn bruid Papagena en samen blijven ze voortbestaan in hun vele kleine Papagena's en Papageno's. Tamino en Pamina slagen wel voor de testen en worden ingewijd door tezamen door de poorten des doods te gaan. Tamino en Pamina worden voor eeuwig met elkaar verenigd en gaan deel uitmaken van de ingewijden in de tempel der wijsheid: de Zon komt op en het Licht verdrijft de Duisternis.

## Verhaal

### Eerste akte

De Koningin van de Nacht verschijnt. Decor van Karl Friedrich Schinkel (1815).

#### Eerste scène
Het decor is een rotsachtig landschap, waar de prins Tamino wordt aangevallen door een slang. Hij roept om hulp en bezwijmt, maar wordt dan gered doordat de drie dames van de Koningin van de Nacht de slang doden. De drie dames zijn onder de indruk van Tamino's schoonheid. Ze vertellen de Koningin van de Nacht dat ze hem hebben gezien.
Als Tamino weer bijkomt, is de vogelvanger Papageno bij hem. Papageno speelt op een panfluit om vogels te lokken. Tamino denkt dat Papageno de slang met reuzenkrachten heeft gedood en Papageno doet net of dit waar is. Vanwege deze leugen straffen de dames Papageno: zijn mond wordt met een gouden hangslot vergrendeld. De drie dames tonen Tamino het portret van Pamina, de dochter van de Koningin van de Nacht, die naar zij beweren door de boze tovenaar Sarastro is ontvoerd. Tamino wordt verliefd op Pamina en belooft haar te zullen bevrijden.

#### Tweede scène
De drie dames keren terug met de boodschap dat de Koningin van de Nacht ermee instemt dat Tamino Pamina bevrijdt. Vervolgens wijken de bergen uiteen en de Koningin van de Nacht verschijnt, gezeten op een troon bezaaid met sterren. Ze geeft Tamino een toverfluit en verdwijnt weer.

#### Derde scène
Papageno wordt door de dames weer van het hangslot bevrijd en krijgt een toverklokkenspel. Hij moet wel beloven nooit meer te liegen. Verder wordt hij verplicht Tamino te begeleiden naar het paleis van Sarastro. Ze krijgen als helpers drie wijze knapen, die rond hen zweven en hen zullen helpen op hun weg.

#### Vierde scène
Het decor is nu de burcht van Sarastro. Hij is niet zelf aanwezig. Monostatos, een Moor die de leiding heeft over een aantal slaven, is erin geslaagd Pamina te vangen en probeert haar nu te verkrachten. Pamina valt flauw en juist op dat moment komt Papageno op het toneel. Monostatos en Papageno schrikken heftig van elkaar; ze denken van elkaar dat de andere de duivel is en vluchten weg.
Na een tijdje keert Papageno terug in het vertrek waar Pamina gevangen wordt gehouden. Hij weet haar ervan te overtuigen dat hij niets kwaads in de zin heeft. Papageno vertelt Pamina dat de prins Tamino verliefd op haar is en haar komt bevrijden, met hemzelf als helper. Pamina wordt onmiddellijk verliefd op Tamino. Ze ontsnapt samen met Papageno, om Tamino te gaan zoeken.

#### Vijfde scène
Inmiddels zoekt Tamino alleen naar Pamina, zonder resultaat. Op zijn zoektocht komt Tamino aan bij de Isistempel. Twee deuren zijn op slot, de 'Rede' en de 'Natuur'. Eén deur is niet op slot: ‘de wijsheid’, en Tamino klopt hier aan. Een oude priester doet open en vertelt dat Sarastro helemaal geen boosaardige tovenaar is, maar de heerser over de tempel van de 'Wijsheid’. Hij wil Pamina aan de negatieve invloed van haar moeder onttrekken. Tamino wordt geplaagd door twijfel en vraagt zich af of Pamina nog wel leeft. Dan hoort hij stemmen om zich heen die hem hiervan verzekeren. Hij raakt ontroerd en speelt als dank vol liefde op zijn toverfluit. Dat is het moment dat hij even kort in contact komt met Pamina middels het panfluitspel van Papageno. Alle dieren dansen en zelfs wilde dieren voelen vrede.

#### Zesde scène
Papageno speelt op zijn panfluit en Tamino antwoordt met zijn toverfluit. Helaas wordt dat korte fluitcontact even later verbroken wanneer Papageno en Pamina door Monostatos en diens slaven gevangen worden genomen. Dan laat Papageno zijn toverklokkenspel horen. Monostatos en zijn slaven worden hierdoor betoverd en dansen op de maat van de muziek weg.
Sarastro maakt inmiddels zijn opwachting in een priestergewaad en een koets voortgetrokken door leeuwen. Het is indrukwekkend en Papageno wenst dat hij zo klein als een muis was. Hij weet niet wat hij moet zeggen, maar Pamina zingt: "De waarheid, al zou het het opbiechten van een misdaad zijn." Pamina verklaart tegenover Sarastro dat ze hem wilde ontvluchten, omdat Monostatos haar liefde verlangde. Ze wil terug naar haar moeder. Sarastro verklaart hierop dat hij Pamina niet tot liefde zal dwingen, maar dat ze toch niet de vrijheid krijgt. Ze zou er beter aan doen haar hart aan een man dan aan haar moeder te geven.
Op dat moment brengt Monostatos de prins Tamino op. Pamina en Tamino zien elkaar nu voor het eerst en vallen in elkaars armen. Iedereen is ontzet: Sarastro, Monostatos, de slaven en het koor. Ze worden uit elkaar gehaald en moeten eerst bewijzen dat ze edel genoeg zijn om zich met elkaar te kunnen verbinden. Ook wordt Papageno een vrouw in het vooruitzicht gesteld, Papagena.

### Tweede akte

#### Eerste scène
De omgeving is nu een woud vol palmen. Sarastro – die Pamina wilde onttrekken aan de invloed van haar moeder die kwade bedoelingen heeft en eropuit is de tempel te verwoesten – roept de goden Isis en Osiris aan. Hij verklaart tegenover hen dat hij Tamino heeft voorbestemd om Pamina's man te worden. Tamino zal dan zelf ook priester worden, maar eerst moet hij zich nog bewijzen; doorstaat hij de proeven niet, dan zal hij door de priesters naar het dodenrijk worden begeleid.

#### Tweede scène
Eerst worden Tamino en Papageno beproefd door emoties en angsten vanwege de roddels door de drie dames van de Koningin van de Nacht. Tamino slaagt, maar Papageno faalt.

#### Derde scène
Terwijl Pamina slaapt, probeert Monostatos haar stiekem te kussen. Dan verschijnt de Koningin van de Nacht, waarop Monostatos zich verbergt. De koningin overhandigt haar dochter een dolk en beveelt haar Sarastro om te brengen. Ze zegt erbij ze haar dochter geen bescherming meer kan bieden nu Tamino Pamina's geliefde is geworden. Monostatos, die het hele gesprek heeft afgeluisterd, dreigt tegenover Pamina dat hij alles aan Sarastro zal vertellen, tenzij zij zich aan hem geeft. Hierop verschijnt Sarastro zelf en hij jaagt Monostatos definitief weg. Monostatos besluit om zijn meester te verraden en zich bij de Koningin van de Nacht aan te sluiten.

#### Vierde scène
Tamino en Papageno worden nu beproefd middels hun vrouwelijke wederhelften, Pamina en Papagena, de laatste in de gedaante van een lelijke oude vrouw. De liefde vlamt op, maar Tamino beheerst zich en blijft zwijgen tegenover Pamina.

#### Vijfde scène
Sarastro zorgt dat Tamino en Pamina elkaar weer ontmoeten en hij doet alsof ze definitief afscheid van elkaar moeten nemen. De oude vrouw zegt tegen Papageno dat hij in de kerker zal blijven, tenzij hij haar tot zijn geliefde neemt. Papageno belooft hierop eeuwig trouw aan de oude vrouw, die daarop in een aantrekkelijke jongedame van pas achttien jaar verandert. Papageno en Papagena worden echter ruw gescheiden door de priesters; Papageno heeft ook deze proef niet naar behoren doorstaan en zich dus niet voldoende bewezen. Hij en Tamino worden nu gescheiden.

#### Zesde scène
Pamina, die denkt dat Tamino geen gevoelens meer voor haar heeft, wil zich uit wanhoop met de dolk van het leven beroven. De drie knapen houden haar tegen en vertellen haar hoe het echt zit.

#### Zevende scène
Tamino ondergaat zijn laatste proef, die van de dapperheid. Tamino en Pamina gaan met behulp van de toverfluit door de poorten des doods: door water en vuur, die zich in twee bergen bevinden.

#### Achtste scène
Papageno wordt uit de tempel vrijgelaten. Hij wil zich ophangen aan een boom, nu hij zijn geliefde kwijt is. Door de drie knapen wordt hij echter alsnog met Papagena verenigd.

#### Negende scène
De Koningin van de Nacht voelt zich verraden. In samenwerking met Monostatos – aan wie ze Pamina heeft beloofd als haar plan slaagt – wil ze Sarastro vermoorden. Maar boven hen in de tempel worden Tamino en Pamina verenigd en de zon komt op. Het Licht verdrijft nu de Duisternis, een aardbeving splijt de aarde open en Monostatos en de Koningin van de Nacht met haar drie dames verdwijnen in de duisternis van de kloof. Sarastro en zijn priesters, met in hun midden Tamino en Pamina, vieren de geslaagde inwijding: de overwinning van het licht op de duisternis.

## Achtergronden

### Mogelijke interpretaties
Die Zauberflöte kent talrijke interpretaties (zie ook #Symboliek). Het stuk werd gecreëerd ten tijde van de Verlichting. De sporen daarvan zijn duidelijk terug te vinden in bijvoorbeeld de symboliek van het licht.
De hoofdgedachte in het stuk is de ontwikkeling van de menselijke psyche volgens esoterische principes, namelijk de animus en anima die op verschillende niveaus tot synthese komen en de androgyne mens vormen. Dit wordt verbeeld in het huwelijk tussen Tamino en Pamina, en het vinden van een vrouw voor Papageno, namelijk Papagena.
Het verhaal speelt zich ergens in het antieke Egypte af. Er zijn speculaties dat de vrijmetselarij de inwijdingsriten uit het oude Egypte kent en praktiseert. Daar zijn echter geen directe bewijzen voor. Toch is er een relatie, maar een dergelijke relatie is bij alle inwijdingsriten in alle culturen en alle tijden te leggen. Het centrale thema bij inwijdingen is het vraagstuk van leven en dood. Te denken valt bijvoorbeeld aan de cultus van Mithras, Mithra en de overeenkomsten met de dood van Jezus en de opstanding van Christus. Het is een vorm van syncretisme. Ieder mens wordt geconfronteerd met een innerlijk gevoel van eeuwigheid en het inzicht dat hij een tijdelijk wezen is. Hoe dan ook, Mozart werd in zijn tijd door veel vrijmetselaren als een verrader van inwijdingsgeheimen weggezet.
Isis, Osiris en Horus zijn Egyptische goden. De overeenkomst met respectievelijk de Koningin van de Nacht, de vader van Pamina en Tamino is duidelijk. Minder duidelijk kan de overeenkomst zijn met respectievelijk (1) "natuur", in de hoedanigheid van Maya of nacht, (2) de essentie van de "Geest of het bewustzijn" of dag en (3) het "wezen mens" (zie Lichaam-geestprobleem). De mythe van Osiris vertelt over de doodskist met daarin het lijk van Osiris binnen in een boom. In Die Zauberflöte wordt in herinnering gebracht dat de vader van Pamina de toverfluit gesneden heeft uit het binnenste, de ziel, van een duizendjarige eik, terwijl Tamino die toverfluit bespeelt. (Zie ook de begrippen atman en emanatie.)

### Einde
Het einde van het stuk representeert de "verlichting", inzicht, wijsheid: de opkomende zon. Het einde van de nacht (illusie) en begin van de dag. Hier ziet men duidelijk de belangrijke thema's: Stärke, Schönheit en Weisheit.
Het koor zingt als slot van de opera:
Heil sei euch Geweihten!
Ihr dränget durch Nacht.
Dank sei dir, Osiris,
Dank dir, Isis, gebracht!
Es siegte die Stärke
Und krönet zum Lohn
Die Schönheit und Weisheit
Mit ewiger Kron.

### Plot
Gedurende de eerste vier scènes heeft het er alle schijn van dat de Koningin van de Nacht en haar drie dames tot het goede kamp behoren terwijl Sarastro de slechterik is, waarna het andersom blijkt.
Een mogelijkheid is dat Mozart de plot die hij aanvankelijk in gedachten had tijdens het uitwerken van het stuk wat aanpaste en dat Sarastro en Monostatos oorspronkelijk dezelfde figuur waren.

### Ouverture
De ouverture werd door Mozart pas als laatste van alle onderdelen geschreven, een werkwijze die hij volgde bij al zijn stukken.

## Symboliek

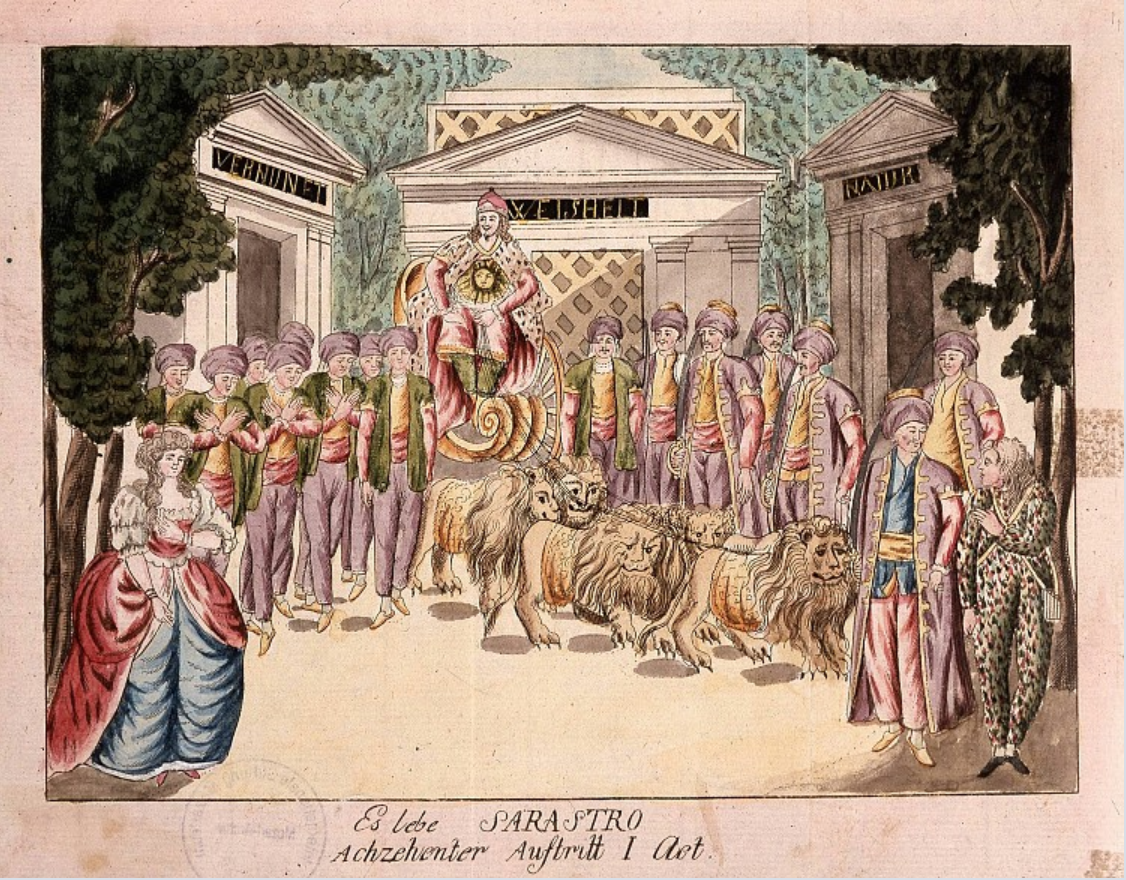
Sarastro maakt zijn opwachting aan het eind van akte 1. Links is Pamina te zien en rechts Papageno, met op de achtergrond de drie tempels. (Scenografie uit 1793, gemaakt in Brno.)

Die Zauberflöte kent verschillende lagen van symboliek.

### Vrijmetselaarssymboliek
Een van de meest terugkerende, hoewel zeker niet de enige relevante voor het muziektheater, vertrekt vanuit Mozarts en Schikaneders engagement voor de vrijmetselarij. Vanuit die zichtwijze beschrijft deze opera enkele inwijdingsrites. De spreuk Sei standhaft, duldsam, und verschwiegen is een letterlijk citaat uit deze rituelen. Hij wordt gezongen door de drie wijze knapen die Tamino zullen helpen op zijn reis. Het feit dat Papageno en Tamino, voordat ze de tempel betreden, een zak over het hoofd wordt getrokken die hun het zicht ontneemt, is ook een directe verwijzing naar het inwijdingsritueel dat wordt uitgevoerd bij de eerste graad van de Vrijmetselarij. De tempel van Zarastro is gelijk aan een vrijmetselaarstempel. De eerste drie akkoorden van de ouverture (waarvan de allereerste een Es-majeur is) kunnen worden geïnterpreteerd als de drie kloppen op de deur van de tempel, ook een van de vrijmetselaarsrituelen.

### Moralisme
Deugdzaamheid, oprechtheid, sympathie.
Het meest direct in het libretto is de moralistische boodschap te horen: dat de mens hier op aarde een hemelrijk krijgt als hij deugdzaam is door bijvoorbeeld niet meer te liegen. Papageno krijgt van de schikgodinnen een slot op zijn mond nadat hij heeft gelogen. En later in de opera, wanneer Papageno vraagt wat hij zou moeten spreken, zingt Pamina: "De waarheid". De drie knaapjes zingen als wijsheidsleer: "wees geduldig, standvastig en zwijgzaam/verstild". Wanneer Papageno met zijn toverklokkenspel Monostatos en diens slaven betovert, wordt er gezongen: "Kon elke goede man zulk klokkenspel vinden, dan zouden al zijn vijanden zonder moeite verdwijnen. (...) Zonder deze sympathie bestaat er geen geluk op aarde". In de tekst wordt de sleutel al gegeven: het klokkenspel is sympathie. De symboliek van fluit en klokkenspel refereert aan vruchtbaarheid en levenskracht.

### Symbolen voor de eigenschappen in de mens zelf

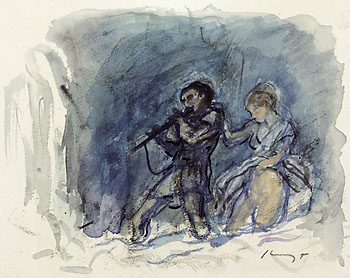
Tamino en Pamina ondergaan hun laatste beproeving; waterverfschilderij op papier door Max Slevogt (1868–1932)

Op de poort van de vrijmetselaarstempel staat: "Ken uzelve".
Indien de personages in het libretto letterlijker en/of symbolisch genomen worden, zoals voor de hand ligt, dan opent zich een merkwaardige symboliek. De rollen, de personages, veranderen van mensen in bepaalde eigenschappen van de natuur en van de mens zelf. Op die manier kan de opera inzicht geven in het wezen van de mens zelf. Dit is de methode van de esoterie. Hieronder volgen enkele voorbeelden.
Het symbool Sarastro
De naam Sarastro is een rechtstreekse verwijzing naar Zaratoestra. Daarmee is het een indirecte verwijzing naar Zaratoestra als middelaar naar Ahura Mazda. Sarastro, als opperpriester in de tempel van Isis en Osiris, is de plaatsvervanger van de dode Osiris. Bij de komst van Sarastro wordt over wijsheid gezongen: Sarastro is zelf goddelijke wijsheid. Hij is letterlijk in het libretto: "onze afgod" en doet "het leven zich steeds verheugen in grotere wijsheid". Het koor zingt: Es lebe Sarastro, der göttliche Weise! Er lohnet und strafet in ähnlichem Kreise. Sarastro staat dus symbool voor de goddelijke wijsheid die diep in ieder mens, ontwikkeld of niet, aanwezig is.
Het symbool Papageno
Papageno zegt van zichzelf dat hij een natuurmens is, die niet naar wijsheid zoekt en aan slapen, eten en drinken genoeg heeft en een wijfje zoekt. Dat zijn typisch dierlijke eigenschappen. Papageno symboliseert het dierlijke in de mens. Papageno is dan ook één met de natuur en in volledige harmonie met de natuur. Hij bespeelt niet voor niets een pan-fluit. De panfluit in Die Zauberflöte heeft slechts vijf tonen, een verwijzing naar de vijf klassieke zintuigen en het pentagram of de vlammende ster.
Het symbool Monostatos
Letterlijk is "Mono-statos" datgene wat "alleen staat". Het is dus het gevoel van afgescheiden zijn van het andere, de mening bijvoorbeeld dat "ik" niet deel uitmaakt van een groter totaal. Dat geldt voor een mens als "ik ben ik" in zijn totaal, maar ook van de identificatie met een deel van de mens (ik ben mijn ego, lichaam, persoonlijkheid, denken, emoties, dierlijkheid, of het kan gelden voor de overtuiging "ik ben een aparte ziel die gebruikmaakt van dit lichaam"). Monostatos is een zwarte Moor. Het onderscheid tussen zwart en wit geeft een dualiteit aan, dus het opdelen van het totaal in paren van tegenstellingen. Vrijmetselaarstempels hebben daarom een zwart-wit geblokte vloer: zie ook het yin-en-yangsymbool voor het idee daarachter. Tegenwoordig is het inzetten van een zwarte operazanger op het toneel een probleem, omdat dit al te gemakkelijk als discriminatie wordt geïnterpreteerd. Het schrikken van Papageno en Monostatos die elkaar als duivel zien, is dus de ervaring van een mens, een mens die in zichzelf de totale tegenstelling ontdekt van de harmonieuze dierlijkheid aan de ene kant en haar afgescheiden "ikheid" aan de andere kant. Egoïsme en dierlijkheid leiden vanzelfsprekend tot perversie (letterlijk in de zin van tegen-natuurlijk). Veelzeggend is de tekst van Papageno als hij van de eerste schrik is bekomen: "Ach, er zijn ook zwarte vogels in de wereld, waarom dan ook niet zwarte mensen?". De figuur van Monostatos staat dus symbool voor egoïsme.
De symboliek van de "slaven"
Monostatos staat aan het hoofd van een aantal slaven. Een slaaf wordt beheerst door een ander. Hij is geen meester over zichzelf. De verslavingen van een mens (of het nu geld, macht, aanzien, alcohol, eten, tabak, drugs, seks, gokken of iets anders is) ontnemen een mens de vrije beschikking over zijn mens-zijn. Dan wordt de mens slaaf van het object van zijn gehechtheid. Daarom staan de slaven ten dienste van Monostatos (egoïsme), die Pamina (liefde) met kettingen vastlegt wanneer zij wil ontsnappen naar menselijkheid (Tamino) of haar oorsprong (haar moeder).
Het symbool Tamino
Bij het overleg in de wijsheidstempel wordt van Tamino gezegd dat hij deugdzaam, zwijgzaam en weldadig is. Ondanks dat wordt betwijfeld of hij de inwijdingsbeproevingen kan doorstaan. Er wordt opgemerkt dat hij een prins is! Als antwoord zegt Sarastro dat hij méér is dan een prins. Hij is "een mens". Deze dialoog is in eerste instantie gezien de tijdgeest zeer revolutionair, gevaarlijk en uit den boze. Hij heeft echter een driedubbele bodem waaruit veel valt af te leiden over het symbool "Tamino". In eerste instantie lijkt het een sneer naar de edelen als plezier voor het volk, maar de onderliggende boodschap is noblesse oblige. Tamino is edel en dient dus zuiverheid uit te stralen, maar het gaat niet om zuiverheid alleen. Menselijkheid gaat daar bovenuit: wijsheid en doorzettingsvermogen. Hij kan pas slagen voor de beproevingen van de inwijding als hij afstand doet van alles wat hem in het gewone leven aanzien en macht verschaft. Hij zal nederig moeten zijn, opdat elk spoor van ijdelheid in de kiem gesmoord wordt, en hij zal klaar moeten staan ten dienste van anderen. De typische menselijke eigenschappen, het eeuwigheidsgevoel (het woord "eeuwig" komt vaak bij Tamino voor), de zich opofferende liefde (voor Pamina) en de strijd met de dood vergezellen Tamino. Tamino volgt de wijsheidsleer van de knaapjes en niet het fatum van de natuur: de Koningin der nacht en haar schikgodinnen. Tamino symboliseert de "menselijke wijsheid in wording" en alle typische eigenschappen die de mens tot mens maken.
Het symbool Pamina
Pamina is de liefde zelf (letterlijk: Steh auf, erheitre dich, o Liebe!), eerst de liefde voor haar moeder (de Koningin van de Nacht). Daarna vraagt Monostatos Pamina's liefde. Later verklaart Pamina dat ze Sarastro (goddelijke wijsheid) verlaten heeft omdat Monostatos (egoïsme) haar liefde verlangde. Pamina (de liefde of begeertekracht) wordt gevangen gehouden door Monostatos en Sarastro tegelijk: de liefde in de mens wordt beproefd door de keuze tussen enerzijds egoïsme en anderzijds wijsbegeerte. Pamina kiest noch voor Monostatos (zie ook Ahriman), noch voor Sarastro (zie ook Lucifer), maar verbindt zich met menselijkheid (Tamino dus).
Het symbool van de eenheid Tamino en Pamina
Als beiden – Pamina en Tamino – gezamenlijk door de poorten des doods gaan, treft hen (letterlijk in het libretto) geen (nood)lot meer. De wijsheidsmens (de eenheid Pamina-Tamino de androgyne mens, integratie van animus met anima) is ontworsteld aan de natuurinvloeden (de koningin der nacht). De Koningin van de Nacht heeft de banden der natuur van haar dochter afgesneden. De maan (schijngestalten in de duisternis: -illusie -onwetendheid) wordt vervangen door de zon (inzicht, verlichting).

### Diepere lagen van symboliek
Het is duidelijk dat er ook diepere lagen van esoterische symboliek aanwezig zijn en er is een relatie met mysteriecultus aan te wijzen. Men bedenke dat zowel Mozart en Schikaneder vrijmetselaren waren van dezelfde loge en daar een alchemistisch laboratorium hadden. Zie ook bij Papageno
Niet voor niets speelt de opera in Egypte, er is een directe relatie met de mythe van Isis en Osiris. De overeenkomst van Isis met de Koningin van de Nacht ligt voor de hand. De man van de Koningin van de Nacht, de vader van Pamina, is dood: net zoals Osiris dood is. Het hoogtepunt van de Opera is de vereniging van de Tamino en Pamina. Op dat moment zingt Pamina over de maker van de toverfluit, haar overleden vader:
Es schnitt in einer Zauberstunde, mein Vater, Sie aus tiefstem Grunde der tausendjähr'gen Eiche aus, bei Blitz und Donner, Sturm und Braus. Nun komm und spiel' die Flöte an, sie leite uns auf grauser Bahn.
Een rijkdom aan symboliek ligt in deze zin besloten. Voor het eerst wordt Pamina's vader in positieve zin genoemd (symbolisch als een vader – een geestelijke oorzakelijkheid – zoals ook Osiris dat is). Hij sneed de toverfluit uit het diepste kernhout van de duizendjarige eik (zie Boomheiligdom of de "Levensboom") bij de verhevigde aanwezigheid van de vier elementen. En dat wordt juist op het moment gezongen, wanneer Tamino en Pamina de vuur- en waterinwijding ondergaan. Soms wordt dan door hartstocht verterende en vallende mensen in een rode gloed vertoond, terwijl Tamino en Pamina gelijkmoedig en fluitspelend overeind blijven.
De toverfluit, de titel van de opera, blijkt niet van goud maar van levend "hout" en hij wordt in liefde door de levende "adem" bespeeld. Het is het beleven van het leven zelf en dat is "meer dan goud en kronen waard".

## Muziek
De opera bevat enkele zeer beroemde aria's, waarvan die van de Koningin van de Nacht (O zittre nicht, mein lieber Sohn en vooral der Hölle Rache kocht in meinem Herzen) door de haast onzingbaar virtuoze coloratuurpartij misschien de bekendste zijn. Als ze goed worden gezongen is het effect elektriserend. Deze aria van de Koningin van de Nacht bevat de op een na hoogst geschreven noot ooit voor een opera: de f3 of F6. Alleen de g3 in de opera Esclarmonde van Jules Massenet overtreft deze hoogte. Ook de basaria In diesen Heil'gen Hallen van Sarastro is geliefd, en de komische-nootaria's van Papageno.

## Opvoeringen
De eerste opvoering op 30 september 1791 was onder regie van Mozart zelf. De hoofdrolbezetting was toen als volgt: Benedikt Schack (met wie Mozart persoonlijk goed bevriend was) als Tamino, Emanuel Schikaneder als Papageno, Anna Gottlieb als Pamina, Barbara Gerl als Papagena, Josepha Weber als de Koningin van de Nacht, Franz Xaver Gerl als Sarastro, Johann Joseph Nouseul als Monostatos, Karl Ludwig Giesecke als een van de slaven.
De eerste opvoering buiten Wenen was voor zover bekend op 21 september 1792 in Lviv.
In 1792, een jaar na de wereldpremière, ging het Singspiel ook in Amsterdam in première als 'De Tooverfluyt'.
Al op 23 november 1792 werd het stuk voor de honderdste keer opgevoerd. Mozart zelf maakte dit niet meer mee, hij was bijna een jaar eerder overleden.

## Verfilmingen
In 1975 verscheen van de hand van Ingmar Bergman een Zweedse versie van Die Zauberflöte onder de titel Trollflöjten, een door Bergman licht bewerkte uitvoering van de opera. Komisch werkt daarbij de benadrukking van moraliserende teksten, doordat die als leesbare teksten op een bord omhoog worden gehouden.
The Magic Flute is een film die in 2006 verscheen onder regie van Kenneth Branagh en script van Stephen Fry. De film is gebaseerd op de muziek van Die Zauberflöte. Het verhaal speelt zich af tijdens de Eerste Wereldoorlog. De film werd gepresenteerd tijdens het filmfestival van Venetië in september 2006.